# Balettakademien

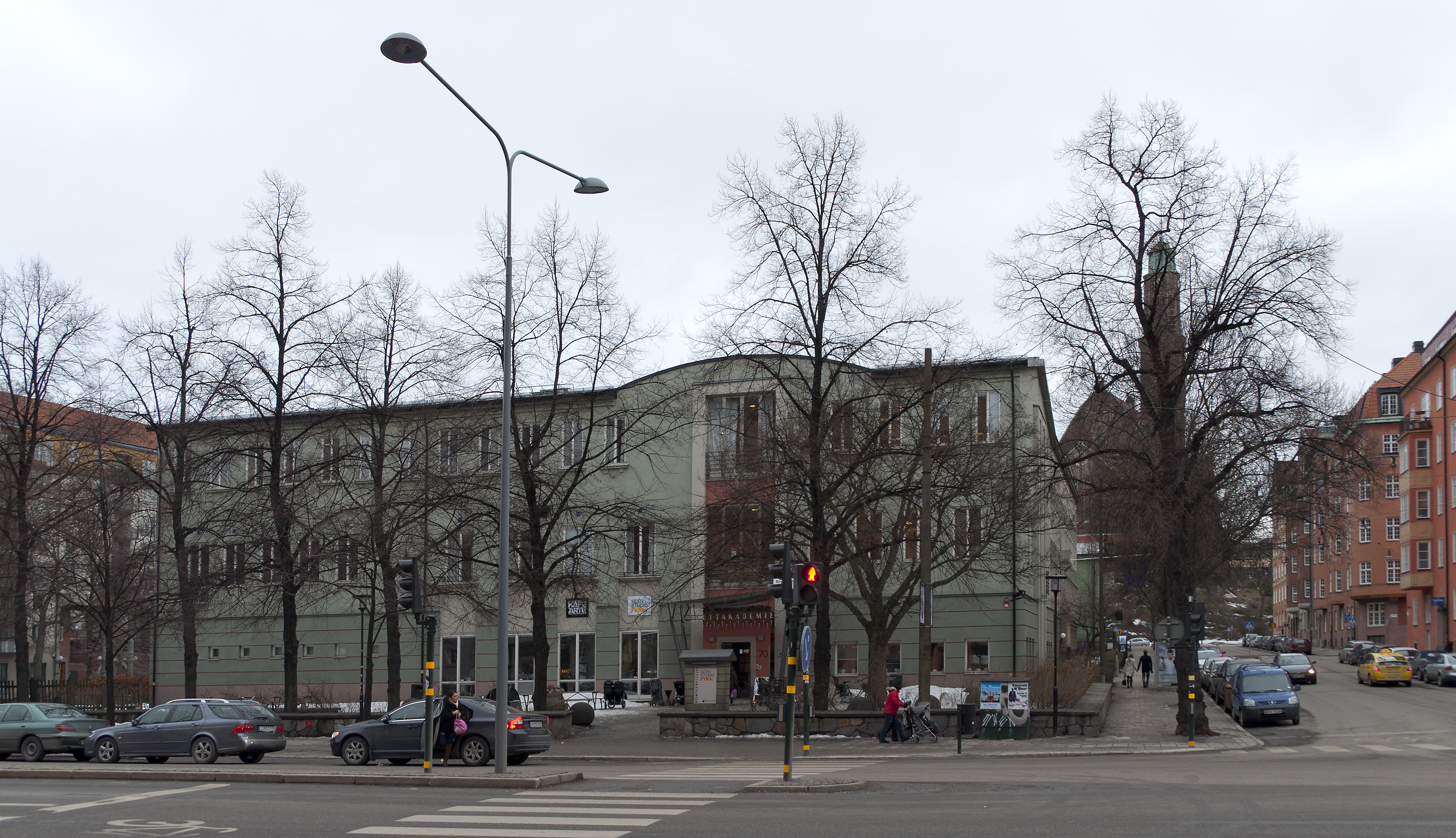
Balettakademien vid Jarlaplan i Stockholm

Balettakademien är en del av Folkuniversitetet och finns i Stockholm, Göteborg och Umeå. I Stockholm grundades Balettakademien år 1957 av Lia Schubert. 1967 var Lia Schubert med och grundade Balettakademien i Göteborg tillsammans med Claude Marchant. Sedan 1983 omfattar Balettakademien i Göteborg även en yrkesskola med inriktningarna dans och musikal.

## Balettakademien i Stockholm
Balettakademien i Stockholm har ett kursutbud för såväl amatörer som professionella dansare. Sedan 2005 leds Balettakademien i Stockholm av Jan Åström.

## Balettakademien i Göteborg
Vid Balettakademien i Göteborg utbildas yrkesdansare och musikalartister genom två treåriga yrkesutbildningar. Flertalet studenter har efter utbildningen fått jobb inom sitt fält på privatteatrar och institutionsteatrar och i danskompanier över hela Norden och Europa.
Sedan 2019 leds Balettakademien i Göteborg av Alexandra Topalov. Åren 2012-2019 leddes Balettakademien av Malin Brandeby. Tidigare rektorer för Balettakademien är Lars Anderstam, Bo Westerholm, Ingalill Rask Wagner, Hugo Tham och Lia Schubert.

## Tidigare studerande vid Balettakademien
Lennarth Dahlberg, född 1946, var den första elev utbildad på Balettakademien som fick anställning i Operabaletten. Bland tidigare elever från Balettakademien i Stockholm märks:
- Agneta Lindén
- Ulf Brunnberg
- Astrid Kakuli
- Annika Listén
- Karoliina Lahdenperä
- Jörgen Lantz
- Lisa Nilsson
- Velvet
- Victoria Victoré
- Martyna Lisowska
- Björn Säfsten
- Joachim Staaf
- Josephine Selander
- Per Jonsson
- Jessica Iwanson
- Gunilla Hammar
- Magnus Borén
- Anna Vnuk
- Annabelle Rice
- Anna Granath
- Petra Nielsen
- Örjan Andersson.

Bland tidigare studerande från Balettakademien i Göteborg kan nämnas:
- Shirley Clamp
- Erik Hoiby
- Tina Leijonberg
- trion Anna Widing, Fatima Edell och Thérèse Andersson som bildade Pay TV
- Niklas Andersson
- Hanna Norman
- Carin da Silva
- Petra Mede
- Malin Brandeby
- Ola Hörling
- Annika Kjærgaard
- Magnus Krepper
- Nina Lundseie
- Lisa Alvgrim
- Charlott Strandberg
- Hanna Brehmer
- Jessica Heribertsson
- Andreas Andersson
- Anki Albertsson
- Annica Edstam
- Laila Bagge
- Björn Bengtsson
- Robin Olsson
- Hanna Lindblad
- Petra Mede
- Cecilia Wrangel
- Cecilie Nerfont
- Henrik Orwander
- Malena Tuvung
- Öyunn Björge
- Carin Lundin
- Linda Holmgren
- Lisette Pagler
- Michael Jansson
- Anna Thorén
- Emmi Christensson
- Jonas Hedqvist
- Lindy LarssonLindy Larsson
- Peter Johansson (artist).

## Föreställningar med elever på Balettakademiens Dag i Kungsträdgården den 6 maj 2015.

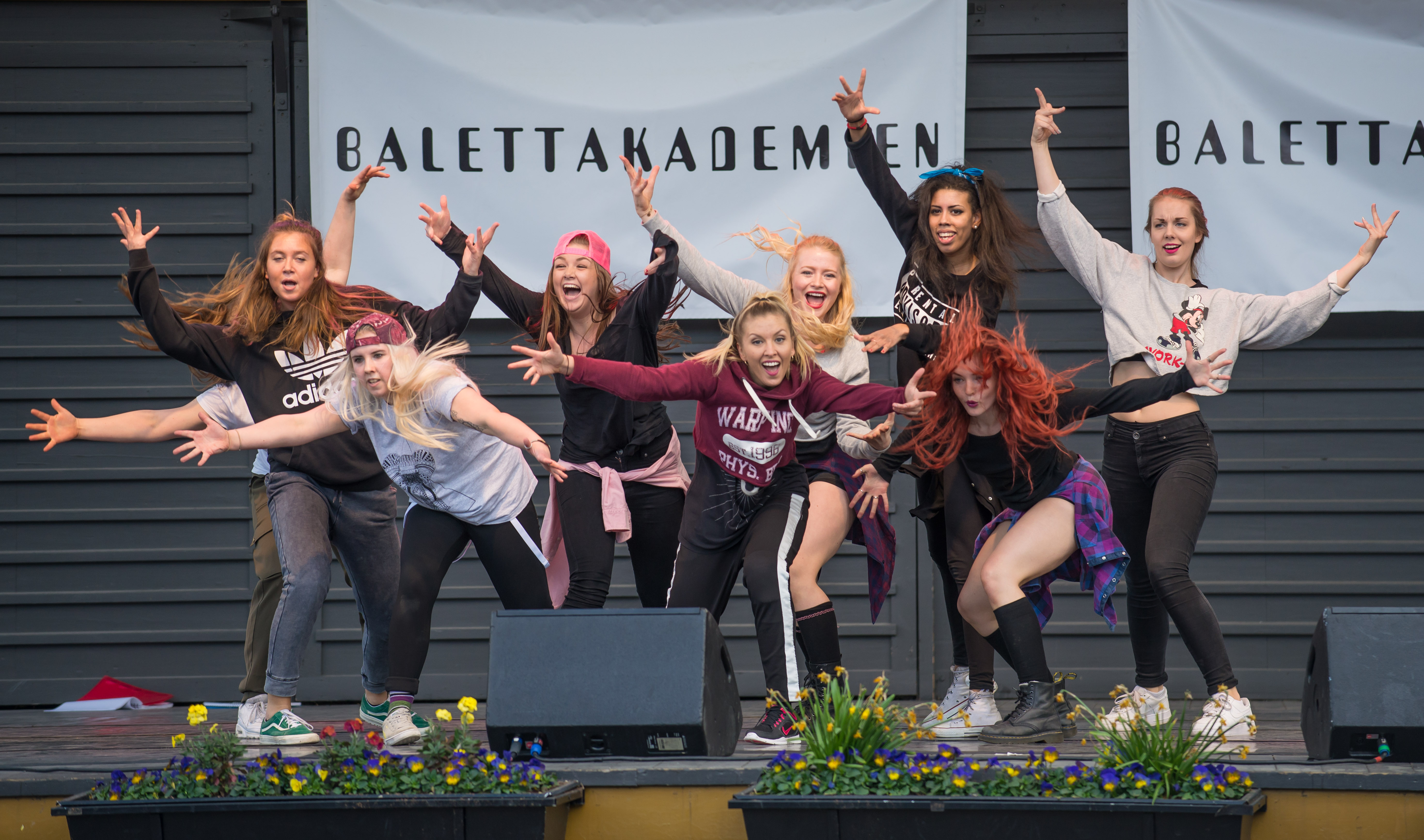
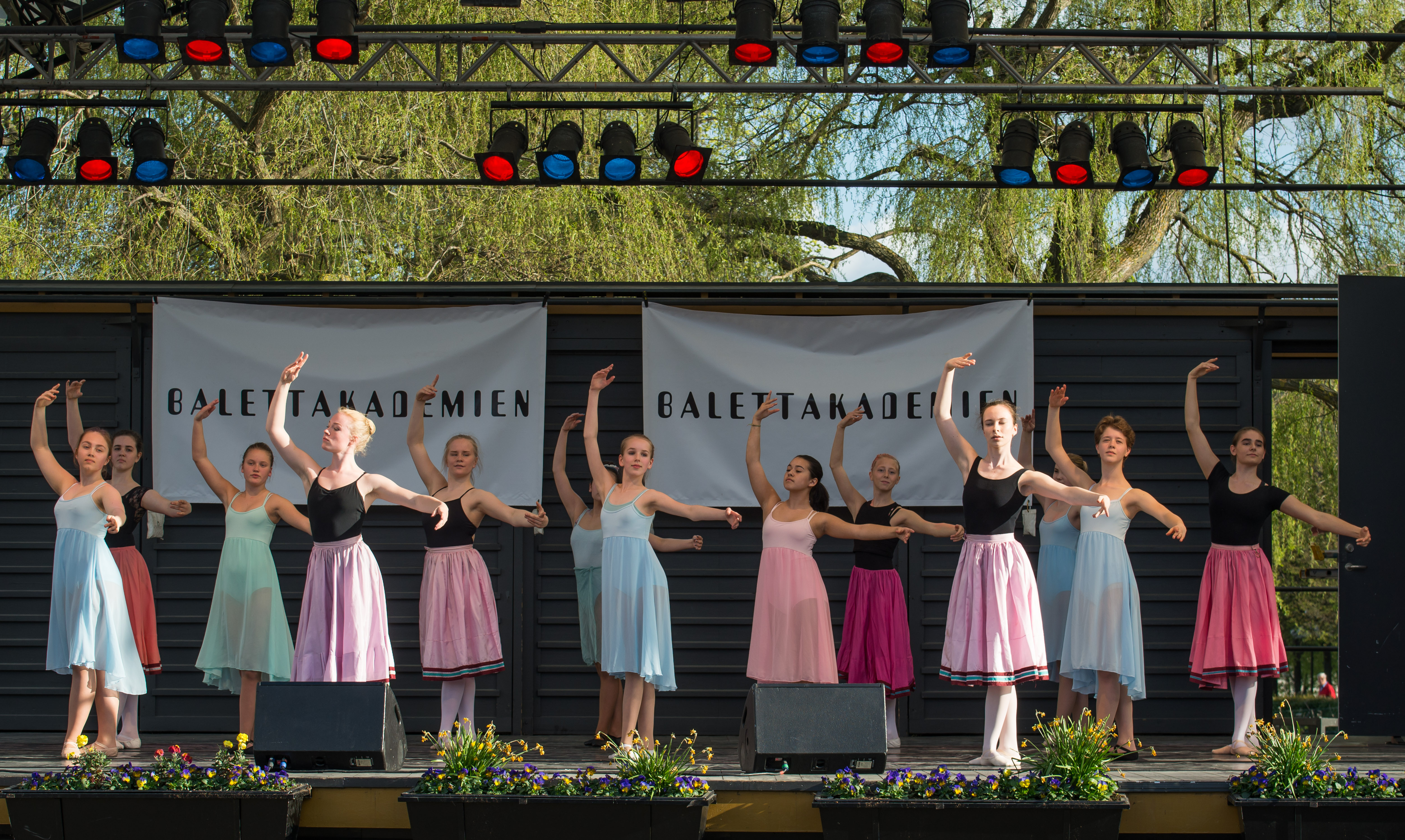
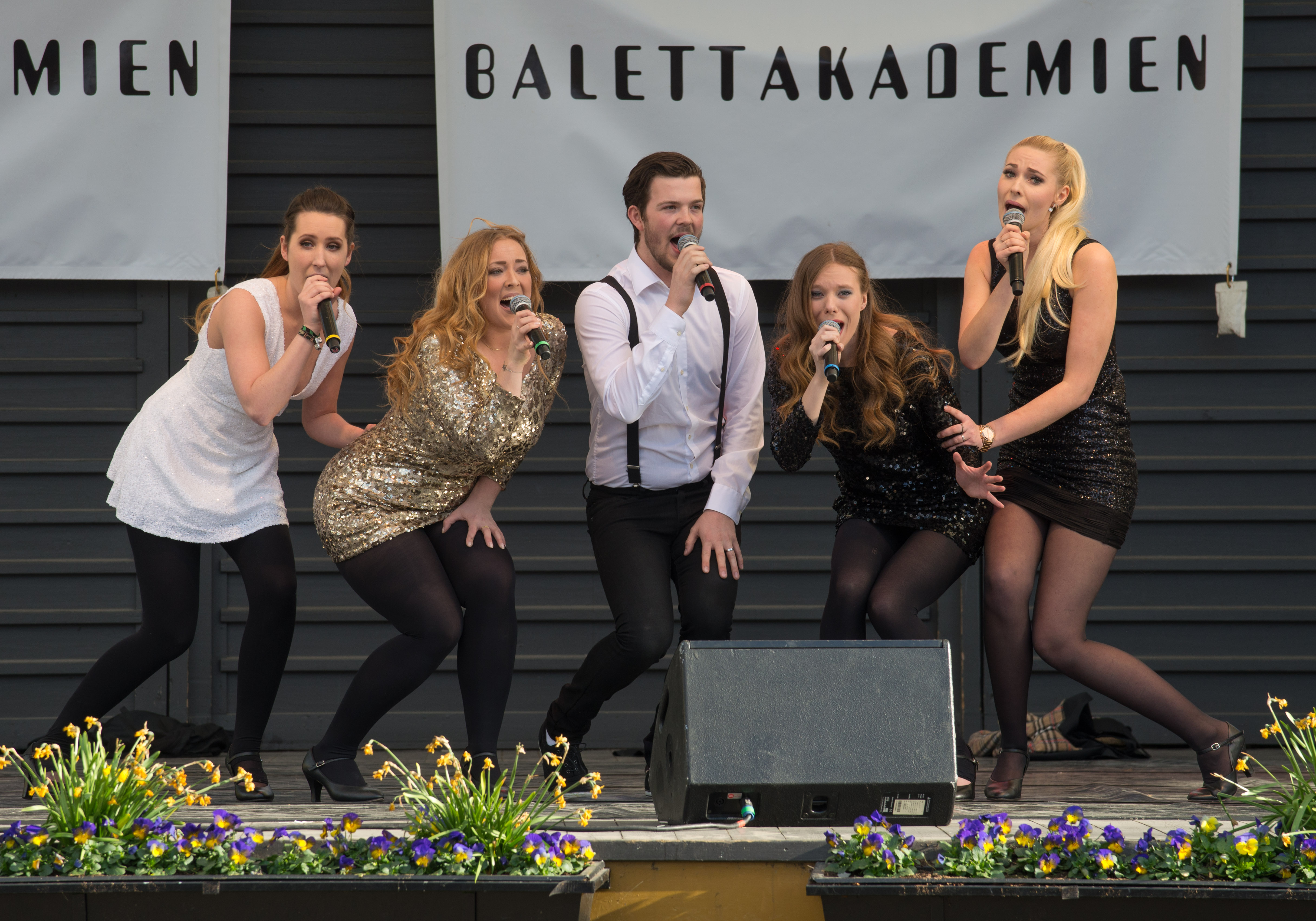
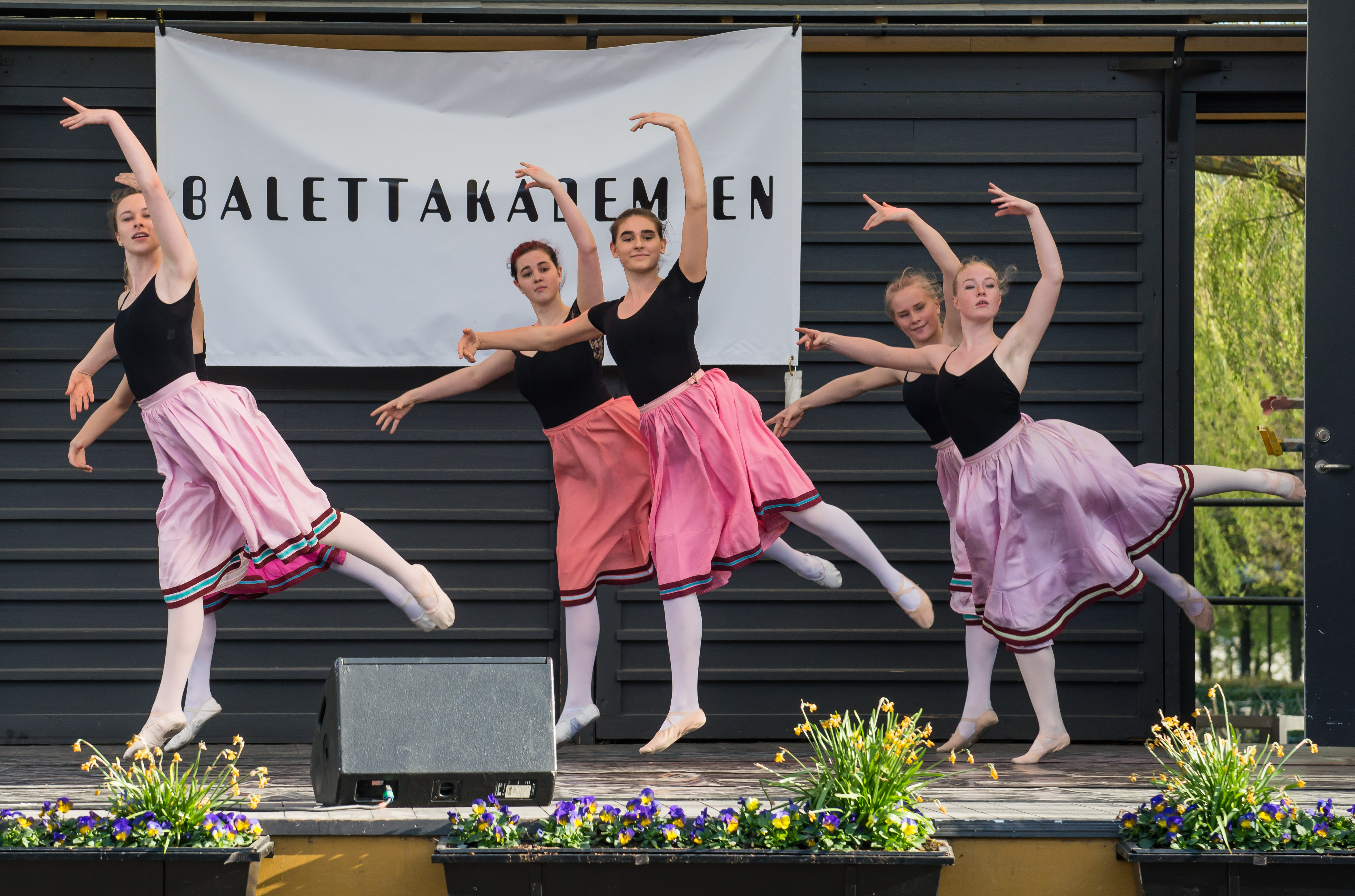
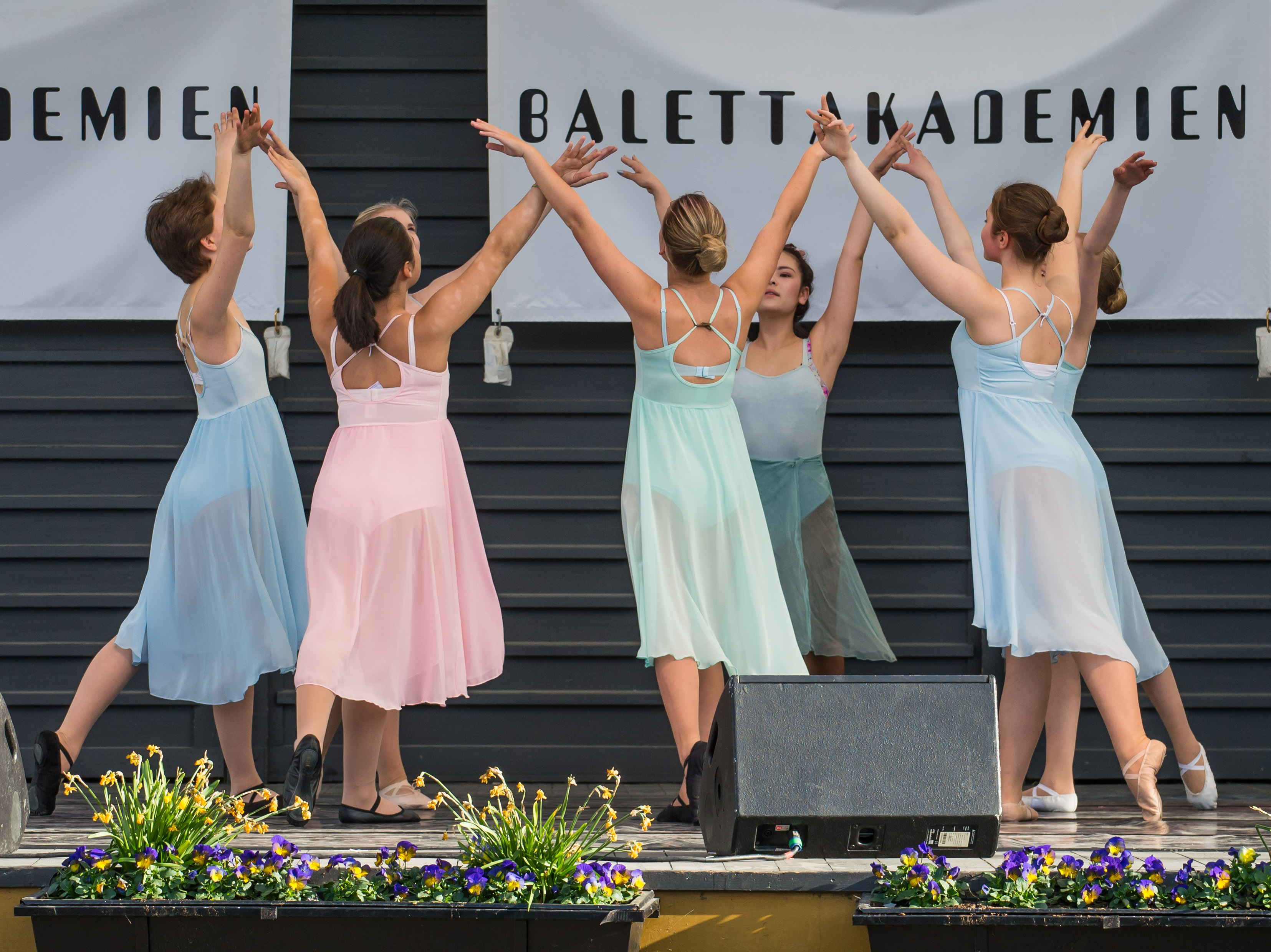
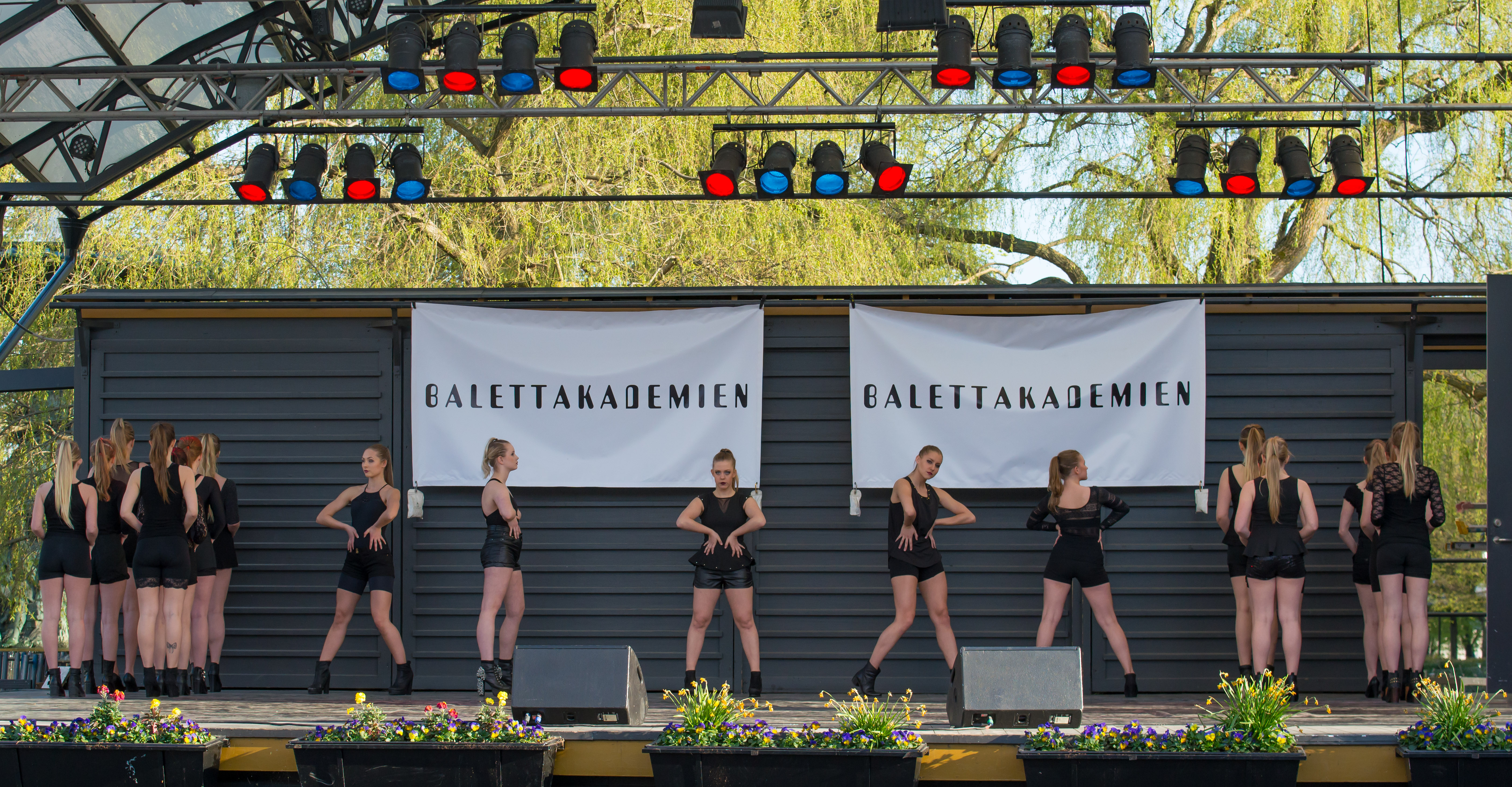
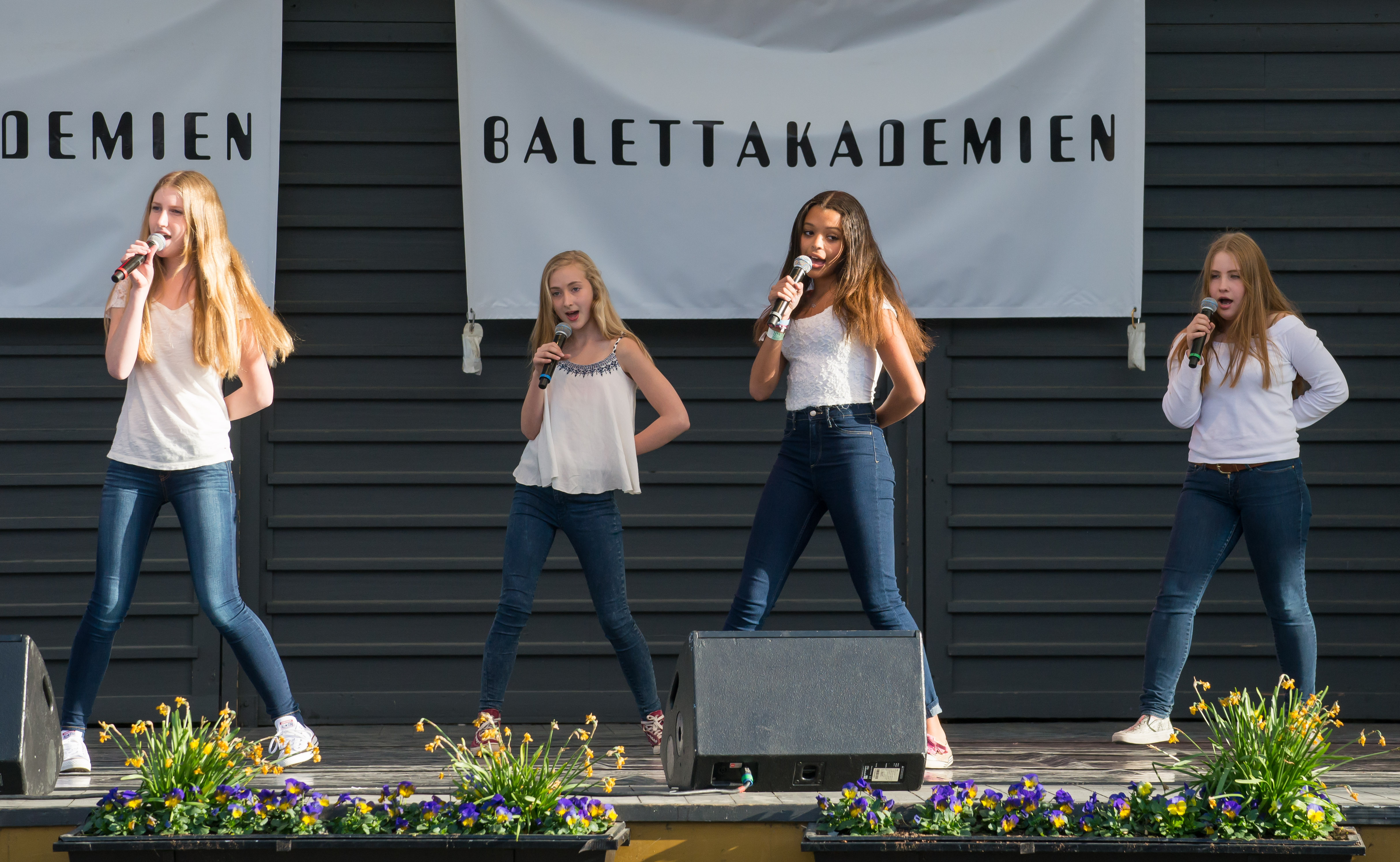
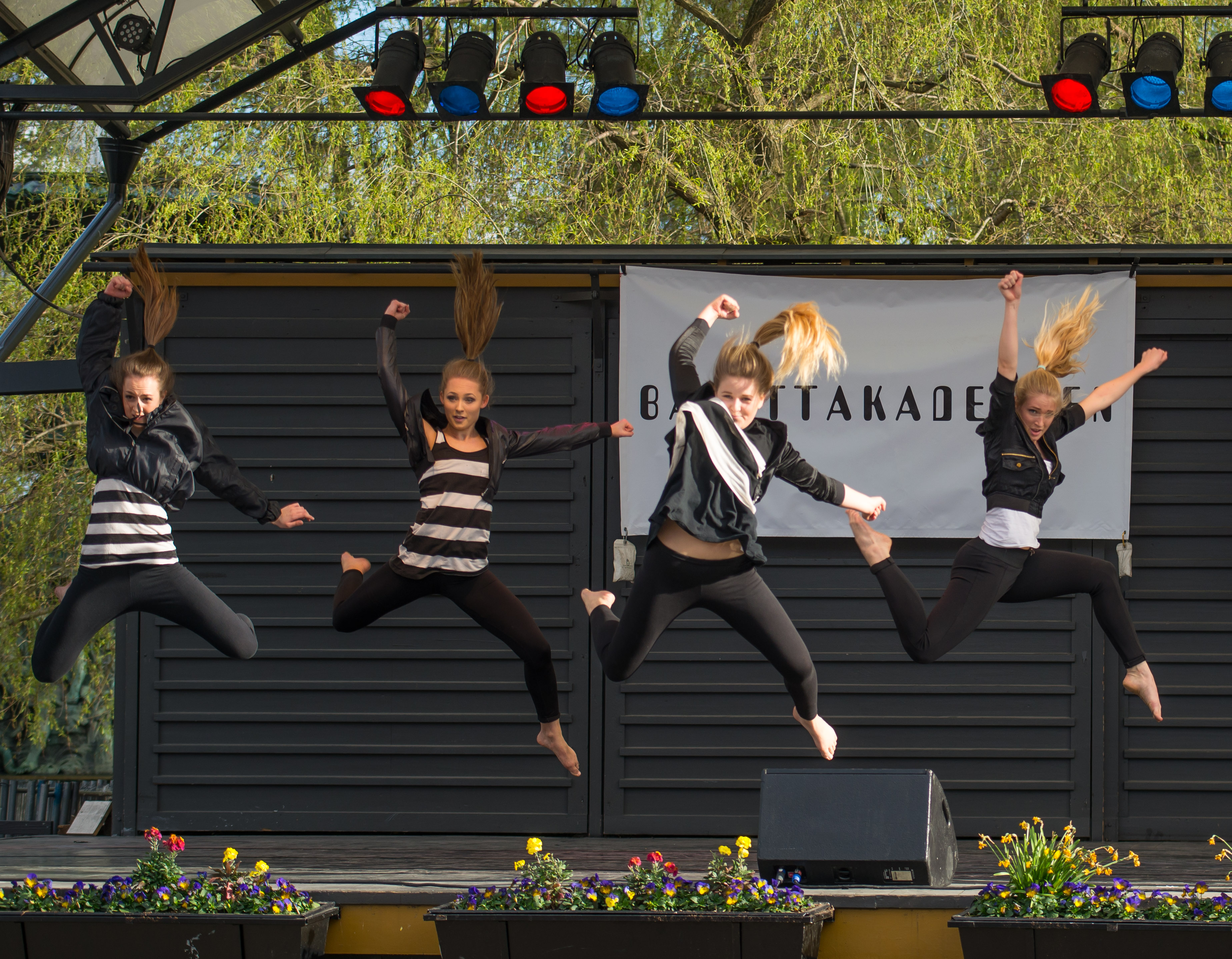
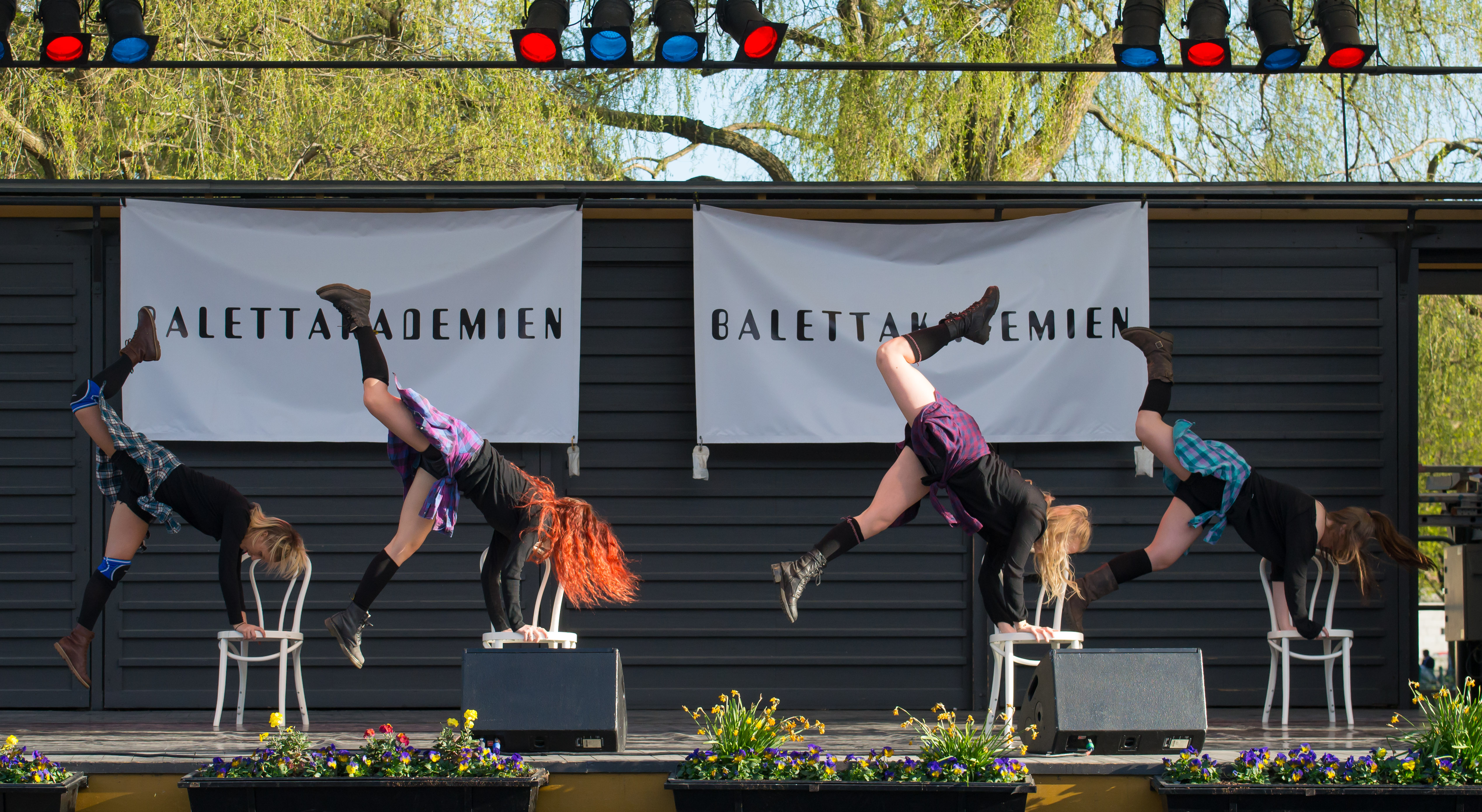
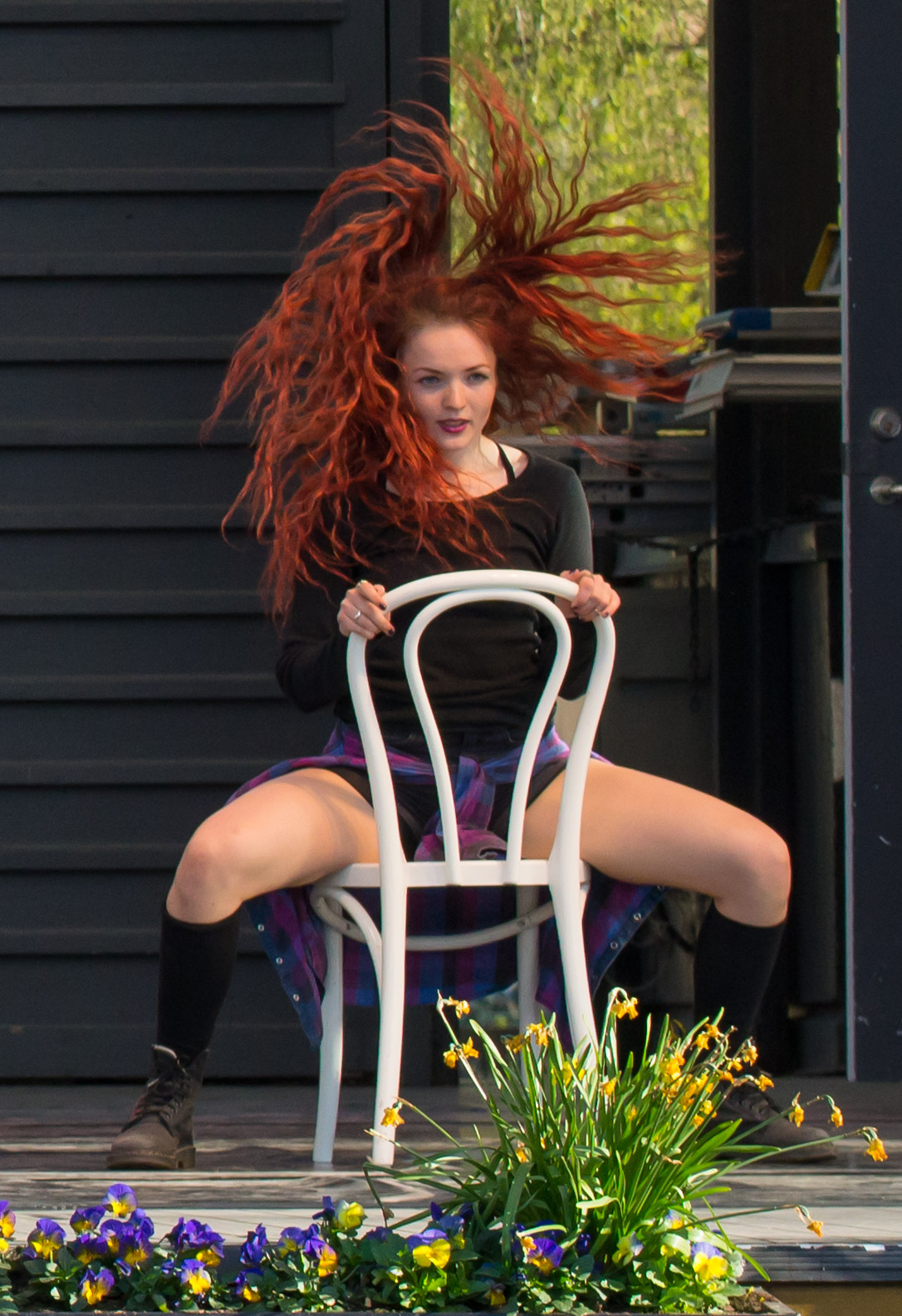